# Good Good
"Good Good" é uma canção gravada pela cantora americana Ashanti, para promover seu quarto álbum de estúdio The Declaration. 
O videoclipe da música tem a participação do rapper Nelly, o clipe estreou no Yahoo! Music e no Black Entertainment Television dia 17 de Julho de 2008. Melina Matsoukas foi a diretora do videoclipe.

## Faixas e formatos
Estados Unidos CD single
1. "Good Good" – 3:48
2. "Good Good" (Instrumental) – 3:48
3. "Good Good" (Acappella) – 3:46

## Desempenho
| Tabelas musicais (2008)                | Melhor posição |
| -------------------------------------- | -------------- |
| Estados Unidos - Hot R&B/Hip-Hop Songs | 30             |